# Jegor Silin
Jegor Viktorovitsj Silin (Russisch: Егор Викторович Силин; Isjim, 25 juni 1988) is een Russisch wielrenner die anno 2018 rijdt voor Rádio Popular-Boavista. Bij de beloften haalde hij vier zeges, waaronder de Coppa del Pace in 2009.
De Rus bleek in zijn beginjaren bij de profs een talentvol klimmer. Na zijn overstap van Katjoesja naar Astana kwam zijn loopbaan in een neerwaartse spiraal. In 2014 ging hij terug naar Katjoesja. Zijn prestaties verbeterden en hij werd geselecteerd voor zijn tweede Ronde van Frankrijk. In de zesde etappe naar Reims brak hij zijn sleutelbeen en moest daardoor opgeven.
In 2014 werd hij door La Gazzetta dello Sport genoemd als een van de patiënten van Michele Ferrari.

## Overwinningen
2008
GP Città di Felino
2009
Coppa Della Pace
7e etappe Girobio
4e etappe Ronde van de Aostavallei
2011
4e etappe Herald Sun Tour
2015
Proloog Ronde van Oostenrijk (ploegentijdrit)

## Resultaten in voornaamste wedstrijden
| Jaar | Ronde van Italië | Ronde van Frankrijk | Ronde van Spanje |
| ---- | ---------------- | ------------------- | ---------------- |
| 2010 |                  |                     |                  |
| 2011 |                  | 73e                 |                  |
| 2012 |                  |                     | 122e             |
| 2013 |                  |                     |                  |
| 2014 |                  | opgave              |                  |
| 2015 |                  |                     |                  |
| 2016 | 38e              |                     | 15e              |

| Jaar | Ronde van Lombardije |  | WK op de weg |  | Wereldranglijsten |
| ---- | -------------------- |  | ------------ |  | ----------------- |
| 2010 | opgave               |  | 57e          |  | 244e (UWK)        |
| 2011 |                      |  |              |  |                   |
| 2012 |                      |  |              |  |                   |
| 2013 |                      |  |              |  |                   |
| 2014 | opgave               |  |              |  | 204e (UWT)        |
| 2015 |                      |  |              |  | 155e (UWT)        |
| 2016 | opgave               |  |              |  | 128e (UWT)        |

## Ploegen
- 2010 –  Team Katjoesja
- 2011 –  Katjoesja Team
- 2012 –  Astana Pro Team
- 2013 –  Astana Pro Team
- 2014 –  Team Katjoesja
- 2015 –  Team Katjoesja
- 2016 –  Team Katjoesja
- 2017 –  RP-Boavista (vanaf 10-3)
- 2018 –  Rádio Popular-Boavista

Bandiera · 
Bodrogi · 
Botsjarov ·
Broett · 
Caruso ·
Chalilov ·
Galimzjanov ·
Goesev ·
Horrach · 
Ignatjev · 
Ivanov ·
Jeskov ·
Karpets ·
Kirchen (tot 31/07) · 
Klimov · 
Kolobnev ·
Kritski ·
Mazzanti · 
McEwen ·   
Napolitano ·
Ovetsjkin · 
Petrov · 
Pliușchin · 
Pozzato · 
Rodríguez · 
Silin · 
Troesov · 
Vandenbergh · 
Vantomme ·
Vorganov ·
Antonov (stagiair) ·
Mironov (stagiair) ·
Porsev (stagiair)
Arguelyes · 
Broett · 
Caruso ·
Di Luca ·
Galimzjanov ·
Goesev ·
Horrach · 
Hoste · 
Ignatenko · 
Ignatjev · 
Isajtsjev ·
Ivanov ·
Karpets ·
Koetsjynski ·
Kolobnev ·
Kritski ·
Losada · 
Mironov ·
Moreno ·   
Ovetsjkin · 
Paolini ·
Pliușchin · 
Porsev · 
Pozzato · 
Rodríguez · 
Silin · 
Troesov · 
Trofimov ·
Vandenbergh · 
Vantomme ·
Vorganov
Aru ·
Bazajev ·
Božič ·
Brajkovič ·
Dyaçenko ·
Fofonov ·
Gasparotto ·
Gavazzi ·
Groezdev ·
Guarnieri ·
Hryvko ·
M. Iglinski · 
V. Iglinski ·
Kangert ·
Kasjetsjkin ·
Kessiakoff ·
Kišerlovski ·
Kreuziger ·
Masciarelli (tot 31/05) ·
Moeravjov ·
Nepomnyaşşïy ·
Petrov ·
Ponzi ·
Renev ·
Seeldraeyers · 
Silin · 
Tiralongo · 
Vinokoerov  ·
Zejts
Agnoli ·
Aru ·
Bazajev ·
Božič ·
Brajkovič ·
Dyaçenko ·
Fuglsang ·
Gasparotto ·
Gavazzi ·
Groezdev ·
Guardini ·
Guarnieri ·
Hryvko ·
Huffman ·
Iglinski · 
Kamışev ·
Kangert ·
Kasjetsjkin ·
Kessiakoff ·
Loetsenko ·
Moeravjov ·
Nibali ·
Ponzi ·
Seeldraeyers · 
Silin · 
Tiralongo · 
Tlewbajev ·
Vanotti ·
Zejts
Belkov · Broett · Caruso · Goesev · Haller · Ignatenko · Ignatjev · Isajtsjev · Koetsjynski · Koeznetsov · Kolobnev · Kotsjetkov · Kozontsjoek · Kristoff · Losada · Moreno · Paolini · Porsev · Rodríguez · Rybakov · Selig · Silin · Smukulis ·  Špilak · Trofimov · Tsatevitsj · Tsjernetski · Vicioso · Vorganov · Vorobjov · Bystrøm (stagiair)
Belkov · Bystrøm · Caruso · Guarnieri · Haller · Isajtsjev · Koeznetsov · Kolobnev · Kotsjetkov · Kozontsjoek · Kristoff · Lagoetin · Losada · Machado · Moreno · Paolini · Porsev · Rodríguez · Selig · Silin · Smukulis ·  Špilak · Trofimov · Tsatevitsj · Tsjernetski · Vicioso · Vorganov · Vorobjov · Zakarin · Politt (stagiair) · Restrepo (stagiair)
Belkov · Bystrøm · Guarnieri · Haller · Isajtsjev · Koeznetsov · Kotsjetkov · Kozontsjoek · Kristoff · Lagoetin · Losada · Machado · Mamykin · Mørkøv · Politt · Porsev · Restrepo · Rodríguez · Silin · Špilak · Taaramäe · Tsatevitsj · Tsjernetski · Van den Broeck · Vicioso · Vorganov · Vorobjov · Zakarin · Maes (stagiair)
Benta · Cardoso · Gomes · Gonçalves · Moreira · Pelegrí · Rodrigues · Salgado · Silin · Trofimov